# 市政会凉廊
45°26′38″N 10°59′53″E / 45.44389°N 10.99806°E

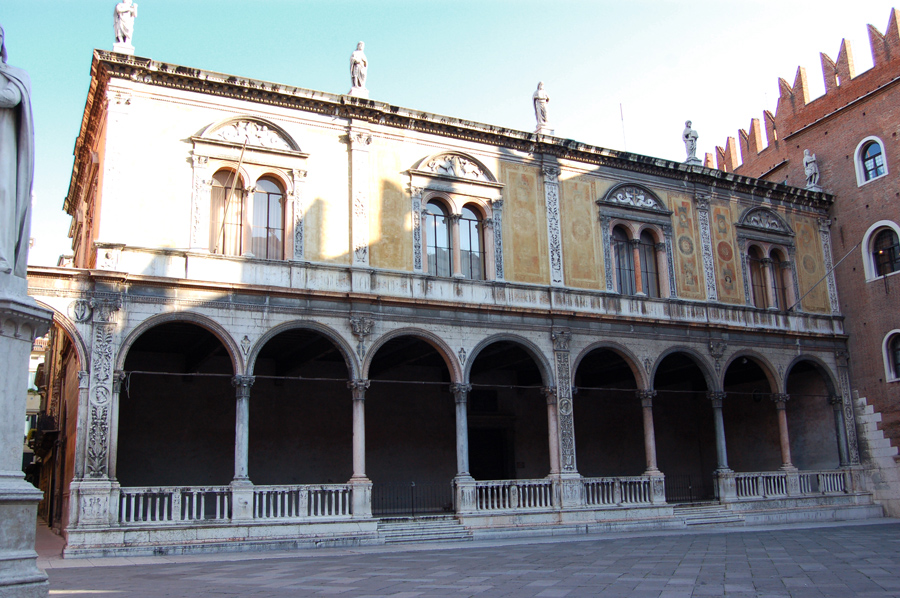

市政会凉廊（Loggia del Consiglio），是意大利维罗纳的一个凉廊，目前为省议会所在地。

## 历史
市政会凉廊最初是维罗纳市议会的开会地点，始建于1476年，到1493年才完工。
自19世纪起，市政会凉廊被错误地称为焦孔多凉廊（Loggia di Fra’ Giocondo）。乔瓦尼·焦孔多是一位维罗纳建筑师和修士，活跃于罗马和巴黎。

## 建筑

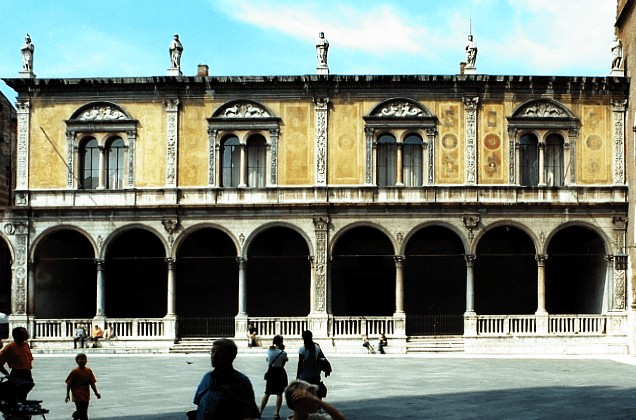

### 外部
凉廊有大理石柱子，许多雕塑和绘画，许多艺术家曾在此创作。有两个铜浮雕描绘加百利和圣母领报，被放置在立面中心，但在19世纪被拆除。这个凉廊被认为是维罗纳文艺复兴的主要标志之一。 

### 内部
凉廊的房间是贝纳迪诺印度和奥兰多弗拉科的画作.在凉廊内可以看见圣母与圣婴，维罗纳的主保圣人柴诺和殉教圣伯多禄。16世纪末增加的其他绘画，则描绘该市的各种社交活动和聚会。